# Kasper Kildelund
Kasper Emil Kildelund (født 11. maj 1994) er en dansk håndboldspiller som spiller i GOG
. Han kom til klubben i 2016. Han har tidligere optrådt for GOG. Han har spillet på diverse ungdomslandshold og været med til at vinde VM-guld som U19-spiller.
Kasper er søn af den tidligere GOG-stjerne Søren Kildelund, hvor også hans onkel Niels Kildelund spillede.[kilde mangler]